# Denis Mukwege

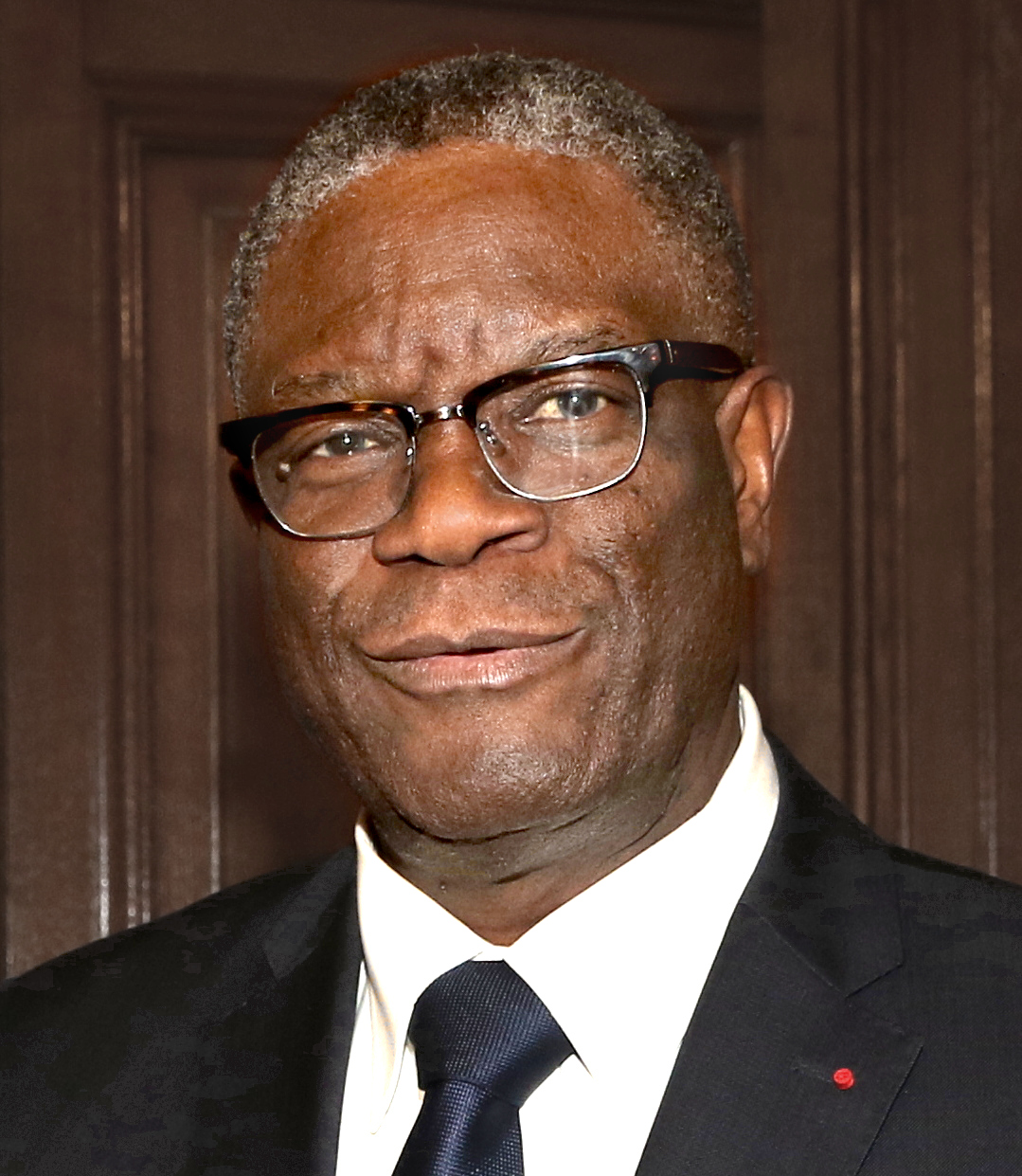
Denis Mukwege (2018)

Denis Mukengere Mukwege (* 1. März 1955 in Bukavu, Belgisch-Kongo) ist ein kongolesischer Gynäkologe, Menschenrechtsaktivist, Gründer und leitender Chirurg des Panzi-Hospitals in Bukavu sowie Friedensnobelpreisträger. Mukwege gilt als weltweit führender Experte für die Behandlung von Verletzungen von Mädchen und Frauen, die durch Gruppenvergewaltigungen sowie durch gezielte physische Unterleibsschändungen verursacht wurden. Mukweges Arbeit konzentriert sich nicht ausschließlich auf die medizinischen Belange. Er engagiert sich ebenso politisch, indem er die Grausamkeiten dokumentiert und wiederholt verantwortliche Tätergruppen öffentlich benennt. In seiner Rede vor den Vereinten Nationen 2012 rief er die Weltgemeinschaft auf, sexualisierte Kriegsgewalt einhellig zu verurteilen und die Vergewaltiger wegen Verbrechen gegen die Menschlichkeit vor Gericht zu stellen. Mit seinem Engagement hat er sich nicht nur im eigenen Land Feinde gemacht, 2012 entging er nur knapp einem Mordanschlag.
Für seinen Einsatz für Mädchen und Frauen, die Opfer sexualisierter Kriegsgewalt wurden, ist Denis Mukwege mit zahlreichen Preisen ausgezeichnet worden, etwa 2008 mit dem Menschenrechtspreis der Vereinten Nationen, 2013 mit dem Alternativen Nobelpreis Right Livelihood Award, 2014 mit dem Sacharow-Preis des Europäischen Parlaments. 2018 wurde ihm gemeinsam mit Nadia Murad der Friedensnobelpreis zuerkannt.

## Leben
Denis J. Mukwege wurde am 1. März 1955 in Bukavu als Sohn eines protestantischen Pastors der schwedischen Mission der Pfingstgemeinde geboren. Erste Kontakte zu Kranken hatte er, als er seinen Vater bei dessen Besuchen begleitete.
Mukwege studierte im Nachbarland Burundi Medizin und arbeitete zunächst in einem Krankenhaus im kleinen Ort Lemera in der ländlichen Region Süd-Kivu. Er war schockiert, wie viele Frauen dort alltäglich starben – etwa bei der Geburt ihrer Kinder. Er beschloss, Gynäkologie und Geburtshilfe an der Universität Angers in Frankreich zu studieren. Zurück im Kongo, damals noch Zaire genannt, ließ er sich 1989 in Lemera nieder, um eine gynäkologische Station zu eröffnen. Lemera lag Mitte der 1990er Jahre mitten im Kampfgebiet der Kongokriege, und Mukwege sah sich ganz neuen Herausforderungen gegenüber: seit dem Genozid in Ruanda 1994 setzten die verschiedenen Rebellengruppen und Soldaten zunehmend Vergewaltigung und Verstümmelung von Frauen systematisch als Kriegswaffe ein. 1996 wurde Lemera und die gynäkologische Station, die über Landesgrenzen bekannt war, komplett zerstört. Als Überlebender von Lemera zog Mukwege in die Provinzhauptstadt Bukavu.
Mit internationaler Unterstützung zog Mukwege dort ein neues Projekt auf, das Panzi-Krankenhaus. Besonders mit seiner gynäkologischen Abteilung machte sich das Krankenhaus schnell einen Namen. Hier behandelten Mukwege und seine Kollegen Frauen und Mädchen aus der ganzen Provinz, die den Kriegsparteien in den Dörfern schutzlos ausgeliefert waren. Schon kurz nach der Einweihung 1999 stellte Mukwege eine hohe und weiter steigende Zahl von Frauen fest, die sexuelle Kriegsgewalt überlebt hatten. Er richtete seine Station auf die spezielle Behandlung dieser Frauen ein. Ein weiterer Schwerpunkt liegt bei der Unterstützung von AIDS-kranken Frauen. Zurzeit kommen täglich ca. zehn Frauen, die im Genitalbereich so schwer verletzt sind, dass 30 % von ihnen größere medizinische Behandlungen brauchen. Er arbeitet mit internationalen Experten des Fistula Hospital in Addis Abeba zur Wiederherstellung des genitalen Bereichs zusammen. Auch das Deutsche Institut für Ärztliche Mission (Difäm) unterstützt Mukwege mit Geld und Arzneimitteln.
In den Jahren 1998 bis 2013 operierten Mukwege und seine Kollegen im Panzi-Hospital 40.000 vergewaltigte Frauen. Dabei beobachteten sie, wie die Täter immer grausamer wurden.
Im Zuge der COVID-19-Pandemie gehörte er der Task Force zur Bekämpfung der Krankheit im Ostkongo an. Er verließ sie im Juni 2020, um sich seinen Patienten zu widmen. Das Auftreten von COVID-19 im Ostkongo kam zu einem Zeitpunkt, an dem die Region den zweittödlichsten Ebola-Ausbruch in der Geschichte noch nicht für besiegt erklärt hatte, der seit August 2018 mehr als 2.200 Menschenleben gefordert hatte.
Anfang Oktober 2023 kündigte Mukwege an, bei den Wahlen am 20. Dezember 2023 für das Amt des Präsidenten der demokratischen Republik Kongo zu kandidieren. Er scheiterte mit einem Ergebnis von weniger als einem Prozent der Stimmen.
Denis Mukwege ist mit Madeleine Kaboyi Mapendo verheiratet und hat fünf Kinder.

## Appell an die Weltgemeinschaft
Mukwege kann mit seinem medizinischen Wirken zwar die Opfer behandeln, aber er erlebte immer wieder den Ausbruch neuer Kriegsgewalt. Mukwege bereiste die Welt und gab zahllose Interviews mit dem Ziel, die Weltgemeinschaft über die Schrecken des Krieges in der östlichen DR Kongo zu informieren: „In Wahrheit geht es in diesem Konflikt nicht um ethnische Probleme, sondern es ist eine territoriale Auseinandersetzung um Bodenschätze. Die Region Kivu ist reich an Coltan, das man für Mobiltelefone und Laptops braucht. Ohne den politischen Willen wird sich die Situation niemals ändern. Diese zugrunde liegenden Probleme können nicht durch meine Arbeit gelöst werden.“
Trotz zahlreicher Drohungen hielt er am 25. September 2012 eine Rede vor den Vereinten Nationen über die Verbrechen im Kongo und in Ruanda, gegen sexualisierte Gewalt als Mittel der Kriegsführung. Er berichtete über die schweren, andauernden Folgen für die Opfer und prangerte die Impunität der Täter an. Dabei kritisierte er Ruanda wegen seiner Beteiligung am Konflikt in seiner Heimat. Die Vereinten Nationen hatten Ruanda vorgeworfen, die M23-Rebellengruppe finanziell und logistisch zu unterstützen. Mukwege bekundete, dass die Regierung des Kongos sich mitverantwortlich an den Massenvergewaltigungen gemacht habe, und forderte ein Einschreiten der Weltgemeinschaft. Mukwege rief die Vereinten Nationen auf, sexualisierte Gewalt einhellig zu verurteilen und die Vergewaltiger wegen Verbrechen gegen die Menschlichkeit vor Gericht zu stellen. „Wir brauchen nicht noch mehr Beweise, wir brauchen Taten“.
Am 25. Oktober 2012, gut einen Monat nach seiner Rückkehr aus New York, versuchten Unbekannte, ihn zu ermorden. Schwer bewaffnete Männer drangen in sein Haus ein. Mukwege kam nur knapp mit dem Leben davon, da einer seiner langjährigen Mitarbeiter, Joseph Bizimana, die Mörder ablenkte und dabei selbst von ihnen erschossen wurde. Am 26. Oktober 2012 verurteilte Ban Ki-moon als Generalsekretär der Vereinten Nationen den Angriff auf Mukwege aufs Schärfste. Aus Sicherheitsgründen verbrachte Mukwege mit seiner Familie die folgenden Monate in Belgien. Das Attentat ist bis heute nicht aufgeklärt worden.
Allen Bedrohungen zum Trotz kehrte Denis Mukwege Januar 2013 unter großer Anteilnahme der Bevölkerung Kivus zurück, um unter verschärfter Bewachung seine Arbeit im Panzi-Hospital fortzusetzen.
Im September 2013 wurde Denis Mukwege für seine Verdienste um die Menschenrechte mit dem „Alternativen Nobelpreis“ 2013 (offiziell: Right Livelihood Awards) geehrt:

„… für seine langjährige Arbeit, Frauen, die sexuelle Kriegsgewalt überlebt haben, zu heilen, und für seinen Mut, die Ursachen und Verantwortlichen zu benennen.“

Bei seiner Verleihung des Sacharow-Preises des Europaparlaments in Straßburg im November 2014 appellierte er an die EU, bei Wirtschaftsabkommen mit der DR Kongo konsequenter auf die Achtung von Menschenrechten und Demokratie zu achten. Sein Preisgeld wurde im Nachhinein wegen angeblicher Steuerschulden vom kongolesischen Staat konfisziert. Damit ist das von Mukwege betriebene Panzi-Krankenhaus mittellos.
2018 erhielt Mukwege den Friedensnobelpreis.
Am 12. Juni 2022, anlässlich seines Empfangs des belgischen Königspaares im Panzi-Krankenhaus, fordert Mukwege Aufmerksamkeit für das Leid der vergangenen Monate nach dem erneute Aufflammen der Kriegsgewalt zwischen der kongolesischen Armee und der Rebellengruppe M23, unterstützt von regulären ruandische Soldaten, im Osten Kongos. Auf der jährlich vom NRC Flüchtlingshilfe veröffentlichten Liste der am stärksten vernachlässigten Flüchtlingskrisen stand die DR Kongo im Jahr 2022 an erster Stelle. Allein im Nordosten des 90 Millionen Einwohner zählenden Landes gab es 5,5 Millionen Vertriebene. Es handele sich um eine der schlimmsten humanitären Krisen des 21. Jahrhunderts. König Philippe war zu seinem ersten Besuch in der einstigen belgischen Kolonie im Kongo und wurde von seiner Frau Königin Mathilde und dem belgischen Regierungschef Alexander De Croo begleitet. Mukwege beschuldigte besonders die Rebellengruppe M23, sexuelle Gewalt einzusetzen. Er warf dem Westen Doppelmoral vor und verglich die Gewalt mit dem Ukraine-Krieg. Wenn der Westen Sanktionen gegen Russland wegen seiner Invasion in der Ukraine verhängt, sollte er auch gegen die Gewalt im Kongo vorgehen. Mukwege betonte, dass sexuelle Gewalt als Waffe eingesetzt wird: „Sie ist eine wirksame Waffe, denn sie zerstört Frauen nicht nur körperlich, sondern auch psychisch. Wegen der Stigmatisierung zerstört sie auch Familienbande und damit ganze Gemeinschaften.“

## Mitglied von The Elders
Denis Mukwege ist seit 2024 Mitglied des Zusammenschlusses von herausragenden ehemaligen Staatsmännern und -frauen, Friedensaktivisten, Menschenrechtlern sowie prominenten Intellektuellen The Elders, der 2007 von Nelson Mandela auf Initiative von Peter Gabriel und Richard Branson gegründet wurde. Ziel der Gruppe ist es, die Erfahrung, die Beziehungen und den öffentlichen Einfluss der Mitglieder zur Lösung globaler Probleme einzusetzen.

## Auszeichnungen und Ehrungen
- 2008: Menschenrechtspreis der Vereinten Nationen.
- 2008: Olof-Palme-Preis.
- Januar 2009: African of the Year, verliehen durch die nigerianische Zeitung Daily Trust.[24]
- November 2009: Verdienstorden der Ehrenlegion, verliehen von der französischen Regierung in der Botschaft in Kinshasa.
- Juni 2010: Van Heuven Goedhart-Award, verliehen von der niederländischen Stichting Vluchteling (Flüchtlings-Stiftung).[25]
- Oktober 2010: Wallenberg Medaille, verliehen von der Stiftung Wallenberg Endowment der University of Michigan.
- Mai 2011: König-Baudouin-Preis für Entwicklung in Afrika 2010–2011, verliehen in Brüssel.[26]
- September 2011: Clinton Global Citizen Award für Führung in der Zivilgesellschaft, verliehen in New York.[27][28]
- Februar 2012: Deutscher Medienpreis, verliehen in Baden-Baden für seine Arbeit in „einem Konflikt, in dem Massenvergewaltigung zu einer zynischen Zerstörungs- und Vertreibungsstrategie geworden ist“, die Laudatio hielt der frühere Bundespräsident Roman Herzog.[29]
- August 2013: Human Rights First Award.[30]
- September 2013: Right Livelihood Award.
- Oktober 2013: Preis für Konfliktprävention der Chirac-Stiftung, verliehen in Paris in Anwesenheit von Jacques Chirac und François Hollande.[31]
- Februar 2014: Ehrendoktorwürde der Université catholique de Louvain.[32]
- Oktober 2014: Inamori-Ethik-Preis der Case Western Reserve University und des Inamori Center for Ethics and Excellence.[33]
- Oktober 2014: Sacharow-Preis für geistige Freiheit.[34]
- Juli 2015: Benennung eines Asteroiden nach ihm: (33160) Denismukwege.[35]
- Juli 2015: Preis Gulbenkian-Stiftung: Lissabon, Portugal[36]
- April 2016: Four Freedoms Award in der Kategorie Freiheit von Not.
- Dezember 2018: Friedensnobelpreis[37]
- April 2020: Mitglied der American Academy of Arts and Sciences

## Werke
- The Power of Women: A doctor’s journey of hope and healing. Short, London 2021, ISBN 978-1-78072-532-1.
- Meine Stimme für das Leben. Die Autobiografie, Brunnen Verlag, Gießen 2018, ISBN 978-3-7655-0704-5.
- Denis Mukwege, Cathy Nangini: Rape with Extreme Violence: The New Pathology in South Kivu, Democratic Republic of Congo, 22. Dezember 2009, doi:10.1371/journal.pmed.1000204

## Verfilmungen
- L’homme qui répare les femmes. (The man who mends women.) Dokumentarfilm (1:52), Belgien, 2015. Regie: Thierry Michel.[38][39]
- Friedenskämpfer – Tübinger Ärztin unterstützt Nobelpreisträger im Kongo. Dokumentarfilm (0:45), Deutschland 2019. Regie: Susanne Babila. Kamera: Jürgen Killenberger, Felix Hugenschmidt.[40]